# Ephippiocarpa orientalis
Ephippiocarpa orientalis är en oleanderväxtart som först beskrevs av Spencer Le Marchant Moore, och fick sitt nu gällande namn av Markgr.. Ephippiocarpa orientalis ingår i släktet Ephippiocarpa och familjen oleanderväxter. Inga underarter finns listade i Catalogue of Life.